# Nadine Basttos
Nadine Schramm Câmara Basttos (Itajaí, 13 de Novembro de 1982) é uma ex-árbitra-assistente de futebol brasileira.
Pertenceu ao quadro da FIFA e trabalhou como comentarista e analista de arbitragem dos canais Fox Sports, sendo a 1ª mulher a ser comentarista de arbitragem na TV brasileira entre abril de 2017 e julho de 2020, além de exercer a função no Grupo Globo entre 2020 e 2021. Posteriormente e até o presente momento exerce a mesma função, pelo SBT.
Como árbitra-assistente, seu momento de maior destaque foi quando trabalhou na primeira partida da final da Copa do Brasil de 2016.

## Carreira

### Arbitragem
Nadine Basttos sempre praticou esportes. Por influência da mãe, Nádia Schramm Câmara Bastos, criou um forte vínculo com o tênis, mas a paixão pelo futebol falou mais alto e foi justamente essa paixão que a levou a se inscrever no curso de arbitragem da Federação Catarinense de Futebol - FCF, em que se formou em 2007. Nadine foi considerada por 5 vezes consecutivas (2012-2016) a melhor árbitra-assistente do Campeonato Catarinense de Futebol. Foi também a árbitra-assistente que mais trabalhou no futebol catarinense em 2012, tendo feito inclusive a final do campeonato estadual daquele ano entre Figueirense e Avaí.
No dia 14 de agosto de 2011, Nadine fez sua estreia na Série A do Campeonato Brasileiro na partida entre Corinthians e Ceará. Nadine recebeu a insígnia da FIFA em seu uniforme em 2014.
Seu momento de maior destaque foi quando trabalhou na primeira partida da final da Copa do Brasil de 2016 entre Atlético Mineiro e Grêmio, quando a equipe gaúcha venceu por 3 a 1.
Outro momento de destaque na carreira da ex-árbitra foi quando atuou no Jogo das Estrelas de 2009, promovido por Zico. A partida foi a última realizada no estádio Maracanã antes de ser fechado para reforma com vistas à Copa do Mundo do Brasil em 2014, e ficou marcado por selar a paz entre o Galinho e o ex-atacante Romário. Nadine também atuou no jogo de reabertura do estádio do Maracanã, na partida entre os amigos de Bebeto e os amigos de Ronaldo Fenômeno. Outro momento que marcou a carreira da árbitra-assistente foi o Jogo da Amizade, a partida amistosa entre Chapecoense e Palmeiras, que foi a primeira partida da equipe catarinense após o trágico acidente aéreo que vitimou 71 pessoas.
Após dez anos se dedicando à arbitragem brasileira, a despedida oficial de Nadine dos gramados aconteceu no amistoso da Seleção Brasileira Feminina contra a Bolívia, na Arena Amazônia, no dia 9 de abril de 2017. Ela recebeu o apito nos acréscimos do jogo das mãos da árbitra Débora Cecília Cruz para encerrar o duelo e dar o seu adeus, escreveu ''obrigada'' no gramado e recebeu das mãos da craque Marta sua camisa autografada por todas as jogadoras do elenco.

### Comentarista de Arbitragem
Em 2017, Nadine tornou-se a 1ª mulher a ser Comentarista de Arbitragem na TV brasileira. A negociação entre Nadine e Fox Sports começou no dia 8 de março de 2017, no Dia Internacional da Mulher, quando ela foi procurada pela emissora para representar a arbitragem feminina na televisão e levou pouco mais de 1 mês para ser definida.
Nestes anos de Fox Sports, Nadine Basttos acumulou transmissões da Liga Europa, Copa da França, Bundesliga, La Liga, Serie A Primeira Liga, Premier League, Superliga Argentina, Copa do Nordeste, Copa do Brasil, Copa Paulista, Copa Sul Americana, Copa Libertadores da América e Copa do Mundo FIFA de 2018. 
Além das transmissões ao vivo, Nadine foi um rosto conhecido nos programas Bom Dia Fox, Rodada Fox, Expediente Futebol, Debate Final, Comenta Quem Sabe (apresentado somente por mulheres) e com algumas participações no AUP (A última Palavra). Em 15 de julho de 2020, foi anunciada como nova contratada pelo Grupo Globo, exercendo a função de Comentarista de Arbitragem, onde ficou até abril de 2021, quando saiu e foi contratada pelo SBT.

#### Copa do Mundo da Rússia
Com uma cobertura feita majoritariamente por mulheres, o canal Fox Sports 2 fez história no jogo de abertura da Copa do Mundo da Rússia, ao levar ao ar na TV esportiva brasileira o primeiro grito de gol em Copa do Mundo por obra de uma narradora feminina. Ou melhor, os primeiro gols, porque foram cinco, todos da seleção anfitriã Rússia na goleada da estreia do Mundial de 2018 sobre a Arábia Saudita.
A transmissão especial teve os comentários de arbitragem feitos por Nadine Bastos e análises da partida a cargo de Eugênio Leal. Vanessa Riche, ex-apresentadora do SporTV, também fez parte da jornada no segundo canal do Grupo FOX, que teve a jovem Isabelly Morais, que venceu o concurso "Narra quem sabe", no comando da transmissão.

#### Globo
Em julho de 2020, é contratada como a nova comentarista de arbitragem da Globo, quando a emissora fez um projeto para abri mais espaços para jornalistas e especialistas mulheres.

#### SBT
Sua saída da Globo movimentou os bastidores do esportivo da emissora Carioca, com rumores que cresciam durante semanas, até que em abril de 2021 ela teria se demitido após a Globo recusar as negociações com o SBT. Na emissora de Silvio Santos, foi ao ar pela primeira vez na transmissão da partida entre Palmeiras 5x0 Independiente del Valle, na noite de 27 de abril de 2021 pela Libertadores da América daquela edição.
Desde sua chegada ao SBT, Nadine é a comentarista titular da arbitragem nas partidas Continentais transmitidas pela sua nova casa, ocupando papel de destaque tanto na Copa Libertadores da América, quanto na edição de 2021 da Copa América. Também foi no SBT que Nadine ganhou de Téo José a alcunha de: Primeira Dama da arbitragem na TV Brasileira. Ela agradeceu a recepção que encontrou na emissora destacando o carinho e atenção de toda a equipe.
A exemplo do que acontece com seus companheiros de transmissão, ela não participa da grade esportiva do SBT.